# ブルガリアのユーロ硬貨

ユーロのシンボル

ブルガリアのユーロ硬貨（ブルガリアのユーロこうか）では、ブルガリアにおけるユーロ硬貨について記述する。
ユーロ (EUR, €) は、欧州連合に加盟している多くの国で使われている通貨である。
ユーロ硬貨の片面はユーロ圏全域共通のデザイン、もう片面は各国の独自のデザインとなっている。各国共通の表面の詳細はユーロ硬貨を参照。2ユーロ硬貨以外の縁（へり）のデザインもまた、全域で共通である。独自デザインとされている裏面も、欧州連合を象徴する12個の星と発行年を西暦で表示することは共通である。
ブルガリアではレフを用いていたが、2026年1月1日よりユーロの使用を開始する。
| € 0.01         | € 0.02               | € 0.05                                             |
|                |                      |                                                    |
| マダラの騎士   |                      |                                                    |
| € 0.10         | € 0.20               | € 0.50                                             |
|                |                      |                                                    |
| マダラの騎士   |                      |                                                    |
| € 1.00         | € 2.00               | € 2 の縁（へり）                                   |
|                |                      | € 2 硬貨の側面部には、「БОЖЕ ПАЗИ БЪЛГАРИЯ」と記載 |
| リラのイオアン | ヒレンダルのパイシイ |                                                    |